# Marcel Vandewattyne
Marcel Vandewattyne, född 7 juli 1924, död 18 september 2009, var en friidrottare från Belgien. Han deltog vid olympiska sommarspelen 1948 och olympiska sommarspelen 1952.